# Mistrzostwa Świata Juniorów w Hokeju na Lodzie 2013/Elita
37. Mistrzostwa Świata Juniorów w Hokeju na Lodzie Elity 2013 odbyły się w rosyjskim mieście Ufa, w dniach od 26 grudnia 2012 do 5 stycznia 2013. Mecze rozgrywane były w Rosji po raz drugi w historii. Wcześniej trzy razy mecze rozgrywane były w Związku Radzieckim.
W tej części mistrzostw uczestniczyło 10 najlepszych drużyn na świecie. System rozgrywania meczów jest inny niż w niższych dywizjach. Najpierw drużyny rozgrywają mecze w fazie grupowej (2 grupy po 5 zespołów), systemem każdy z każdym. Dwa najgorsze zespoły walczyły o utrzymanie w elicie, z czego jedna drużyna spada. Drużyny, które zajęły pierwsze miejsca w swoich grupach awansowały bezpośrednio do półfinałów, zaś drużyny z miejsc drugich i trzecich, grały między sobą o awans do półfinału.
Hale w których odbywały się zawody:
- Ufa Arena (o pojemności 8 250 miejsc)
- Pałac Lodowy Saławat Jułajew (o pojemności 4 200 miejsc)

## Faza grupowa

### Grupa A
Wyniki
- Godziny czasu lokalnego

| 26 grudnia 2012 | Łotwa | 1:5 | Finlandia | Pałac Lodowy Saławat Jułajew, Ufa |

| Szczegóły      | Szczegóły               | Szczegóły       | Szczegóły | Szczegóły                                                                   |
| -------------- | ----------------------- | --------------- | --- | --------------------------------------------------------------------------- |
| Godzina: 13:30 | N. Jeļisejevs (EQ) 8:25 | (1:3, 0:2, 0:0) | 01:54 (EQ) A. Lehkonen 12:23 (EQ) M. Aaltonen 15:27 (PP) M. Aaltonen 33:02 (PP) M. Granlund 39:18 (EQ) R. Ristolainen | Widzów: 1.457 Sędzia główny: Pavel Hodek Sędziowie liniowi: Mikael Sjoqvist |
| Godzina: 13:30 | 16 min.                 |                 | 16 min. | Widzów: 1.457 Sędzia główny: Pavel Hodek Sędziowie liniowi: Mikael Sjoqvist |

| 26 grudnia 2012 | Czechy | 1:4 | Szwecja | Pałac Lodowy Saławat Jułajew, Ufa |

| Szczegóły      | Szczegóły            | Szczegóły       | Szczegóły                                                                                   | Szczegóły                                                                     |
| -------------- | -------------------- | --------------- | ------------------------------------------------------------------------------------------- | ----------------------------------------------------------------------------- |
| Godzina: 18:00 | L. Sedlak (EQ) 59:54 | (0:2, 0:1, 1:1) | 02:16 (PP) S. Collberg 03:48 (PP) E. Lindholm 23:03 (SH) F. Sandberg 52:07 (EQ) F. Forsberg | Widzów: 1.921 Sędzia główny: Georgij Jablukov Sędziowie liniowi: Roman Gofman |
| Godzina: 18:00 | 16 min.              |                 | 20 min.                                                                                     | Widzów: 1.921 Sędzia główny: Georgij Jablukov Sędziowie liniowi: Roman Gofman |

| 27 grudnia 2012 | Szwajcaria | 7:2 | Łotwa | Pałac Lodowy Saławat Jułajew, Ufa |

| Szczegóły      | Szczegóły | Szczegóły       | Szczegóły                                       | Szczegóły                                                                |
| -------------- | --- | --------------- | ----------------------------------------------- | ------------------------------------------------------------------------ |
| Godzina: 18:00 | C. Bertschy (EQ) 14:14 M. Kunzle (EQ) 18:27 L. Balmelli (EQ) 21:07 S. Andrighetto (SH) 31:39 S. Zangger (EQ) 34:08 M. Kunzle (PP) 53:04 A. Bertaggia (EQ) 57:33 | (2:1, 3:1, 2:0) | 02:45 (PP) N. Jeļisejevs 23:36 (EQ) A. Ševčenko | Widzów: 1.135 Sędzia główny: Jari Levonen Sędziowie liniowi: Mikael Nord |
| Godzina: 18:00 | 12 min. |                 | 10 min.                                         | Widzów: 1.135 Sędzia główny: Jari Levonen Sędziowie liniowi: Mikael Nord |

| 28 grudnia 2012 | Finlandia | 1:3 | Czechy | Pałac Lodowy Saławat Jułajew, Ufa |

| Szczegóły      | Szczegóły                | Szczegóły       | Szczegóły                                                   | Szczegóły                                                                 |
| -------------- | ------------------------ | --------------- | ----------------------------------------------------------- | ------------------------------------------------------------------------- |
| Godzina: 13:30 | T. Teravainen (EQ) 22:29 | (0:2, 1:0, 0:1) | 14:17 (EQ) T. Hyka 16:34 (PP) M. Hrbas 59:56 (EN) D. Jaškin | Widzów: 2.543 Sędzia główny: Harry Dumas Sędziowie liniowi: Steve Patafie |
| Godzina: 13:30 | 8 min.                   |                 | 12 min.                                                     | Widzów: 2.543 Sędzia główny: Harry Dumas Sędziowie liniowi: Steve Patafie |

| 28 grudnia 2012 | Szwecja | 3:2 pk. | Szwajcaria | Pałac Lodowy Saławat Jułajew, Ufa |

| Szczegóły      | Szczegóły                                                     | Szczegóły                 | Szczegóły                                     | Szczegóły                                                                     |
| -------------- | ------------------------------------------------------------- | ------------------------- | --------------------------------------------- | ----------------------------------------------------------------------------- |
| Godzina: 18:00 | S. Collberg (PP) 30:32 E. Djuse (EQ) 46:14 V. Rask (SO) 65:00 | (0:1, 1:1, 1:0, 0:0, 1:0) | 14:04 (EQ) E. Antonietti 32:09 (PP) M. Kunzle | Widzów: 2.359 Sędzia główny: Roman Gofman Sędziowie liniowi: Georgji Jablukov |
| Godzina: 18:00 | 4 min.                                                        |                           | 10 min.                                       | Widzów: 2.359 Sędzia główny: Roman Gofman Sędziowie liniowi: Georgji Jablukov |

| 29 grudnia 2012 | Łotwa | 1:5 | Szwecja | Pałac Lodowy Saławat Jułajew, Ufa |

| Szczegóły      | Szczegóły             | Szczegóły       | Szczegóły | Szczegóły                                                                    |
| -------------- | --------------------- | --------------- | --- | ---------------------------------------------------------------------------- |
| Godzina: 18:00 | T. Bļugers (PP) 23:50 | (0:1, 1:1, 0:3) | 19:10 (PP) E. Molin 36:18 (EQ) S. Collberg 49:21 (EQ) V. Arvidsson 51:49 (PP) V. Arvidsson 59:13 (EQ) A. Wennberg | Widzów: 1.856 Sędzia główny: Didier Massy Sędziowie liniowi: Daniel Stricker |
| Godzina: 18:00 | 30 min.               |                 | 22 min. | Widzów: 1.856 Sędzia główny: Didier Massy Sędziowie liniowi: Daniel Stricker |

| 30 grudnia 2012 | Finlandia | 5:4 pk. | Szwajcaria | Pałac Lodowy Saławat Jułajew, Ufa |

| Szczegóły      | Szczegóły | Szczegóły                 | Szczegóły | Szczegóły                                                                  |
| -------------- | --------- | ------------------------- | --------- | -------------------------------------------------------------------------- |
| Godzina: 13:30 |           | (0:2, 2:0, 2:2, 0:0, 1:0) |           | Widzów: 2.354 Sędzia główny: Siergiej Kułakow Sędziowie liniowi: Pat Smith |

| 30 grudnia 2012 | Czechy | 4:2 | Łotwa | Pałac Lodowy Saławat Jułajew, Ufa |

| Szczegóły      | Szczegóły                                                                      | Szczegóły       | Szczegóły                                       | Szczegóły                                                                     |
| -------------- | ------------------------------------------------------------------------------ | --------------- | ----------------------------------------------- | ----------------------------------------------------------------------------- |
| Godzina: 18:00 | P. Beránek (EQ) 09:55 M. Frk (PP) 22:01 D. Jaškin (EQ) 53:46 M. Frk (PP) 59:33 | (1:1, 1:0, 2:1) | 18:33 (PP) Ņ. Jevpalovs 41:59 (EQ) R. Lipsbergs | Widzów: 1.756 Sędzia główny: Roman Gofman Sędziowie liniowi: Georgij Jablukov |
| Godzina: 18:00 | 12 min.                                                                        |                 | 16 min.                                         | Widzów: 1.756 Sędzia główny: Roman Gofman Sędziowie liniowi: Georgij Jablukov |

| 31 grudnia 2012 | Szwajcaria | 3:4 pk. | Czechy | Pałac Lodowy Saławat Jułajew, Ufa |

| Szczegóły      | Szczegóły                                                       | Szczegóły                 | Szczegóły                                                                         | Szczegóły                                                                  |
| -------------- | --------------------------------------------------------------- | ------------------------- | --------------------------------------------------------------------------------- | -------------------------------------------------------------------------- |
| Godzina: 13:30 | C. Marti (EQ) 14:20 C. Bertschy (PP) 51:45 D. Simion (PP) 57:59 | (1:1, 0:2, 2:0, 0:0, 0:1) | 03:46 (EQ) M. Beran 23:58 (EQ) M. Švihálek 26:46 (EQ) T. Hyka 61:39 (EQ) T. Hertl | Widzów: 1.754 Sędzia główny: Jari Levonen Sędziowie liniowi: Steve Patafie |
| Godzina: 13:30 | 6 min.                                                          |                           | 10 min.                                                                           | Widzów: 1.754 Sędzia główny: Jari Levonen Sędziowie liniowi: Steve Patafie |

| 31 grudnia 2012 | Szwecja | 7:4 | Finlandia | Pałac Lodowy Saławat Jułajew, Ufa |

| Szczegóły      | Szczegóły | Szczegóły       | Szczegóły                                                                                   | Szczegóły                                                              |
| -------------- | --- | --------------- | ------------------------------------------------------------------------------------------- | ---------------------------------------------------------------------- |
| Godzina: 18:00 | A. Wennberg (PP) 06:16 R. Hagg (EQ) 06:59 V. Rask (PP) 13:42 V. Arvidsson (EQ) 36:03 F. Forsberg (PP) 36:47 E. Molin (PP) 58:38 V. Arvidsson (EN) 59:01 | (3:1, 2:2, 2:1) | 06:17 (PP) J. Armia 21:26 (PP) R. Ristolainen 23:55 (PP) J. Armia 50:40 (EQ) V. Jarvelainen | Widzów: 1.543 Sędzia główny: Roman Gofman Sędziowie liniowi: Pat Smith |
| Godzina: 18:00 | 26 min. |                 | 30 min.                                                                                     | Widzów: 1.543 Sędzia główny: Roman Gofman Sędziowie liniowi: Pat Smith |

Tabela Grupy A
| Lp. | Zespół     | M | Pkt | W | WpD | PpD | P | G + | G - | +/- |
| --- | ---------- | - | --- | - | --- | --- | - | --- | --- | --- |
| 1   | Szwecja    | 4 | 11  | 3 | 1   | 0   | 0 | 19  | 8   | +11 |
| 2   | Czechy     | 4 | 8   | 2 | 1   | 0   | 1 | 12  | 10  | +2  |
| 3   | Szwajcaria | 4 | 6   | 1 | 0   | 3   | 0 | 16  | 14  | +2  |
| 4   | Finlandia  | 4 | 5   | 1 | 1   | 0   | 2 | 15  | 15  | 0   |
| 5   | Łotwa      | 4 | 0   | 0 | 0   | 0   | 4 | 6   | 21  | -15 |

Legenda:       = Awans do półfinału,       = Awans do ćwierćfinału,       =  Zespoły uczestniczące w rywalizacji play-out (o utrzymanie)
Lp. = lokata, M = liczba rozegranych spotkań, Pkt = Liczba zdobytych punktów, W = Wygrane, WpD = Wygrane po dogrywce lub karnych, PpD = Porażki po dogrywce lub karnych, P = Porażki, G+ = Gole strzelone, G- = Gole stracone, +/- = bilans bramek

### Grupa B
Wyniki
- Godziny czasu lokalnego

| 26 grudnia 2012 | Niemcy | 3:9 | Kanada | Ufa Arena, Ufa |

| Szczegóły      | Szczegóły                                                      | Szczegóły       | Szczegóły | Szczegóły                                                                |
| -------------- | -------------------------------------------------------------- | --------------- | --- | ------------------------------------------------------------------------ |
| Godzina: 15:30 | T. Rieder (PP) 19:29 L. Pfoderl (EQ) 36:22 N. Latta (EQ) 38:14 | (1:2, 2:5, 0:2) | 03:02 (PP) X. Ouellet 09:36 (EQ) R. Nugent-Hopkins 22:18 (SH) M. Scheifele 24:24 (PP) J. Huberdeau 32:22 (EQ) T. Rattie 33:48 (EQ) R. Strome 39:58 (EQ) M. Scheifele 44:46 (EQ) J. Drouin 57:03 (EQ) T. Wotherspoon | Widzów: 3.618 Sędzia główny: Harry Dumas Sędziowie liniowi: Roman Gofman |
| Godzina: 15:30 | 10 min.                                                        |                 | 8 min. | Widzów: 3.618 Sędzia główny: Harry Dumas Sędziowie liniowi: Roman Gofman |

| 26 grudnia 2012 | Słowacja | 2:3 pd. | Rosja | Ufa Arena, Ufa |

| Szczegóły      | Szczegóły                              | Szczegóły            | Szczegóły                                                               | Szczegóły                                                                    |
| -------------- | -------------------------------------- | -------------------- | ----------------------------------------------------------------------- | ---------------------------------------------------------------------------- |
| Godzina: 20:00 | M. Matis (EQ) 34:13 R. Mráz (PP) 59:24 | (0:1, 1:1, 1:0, 0:1) | 14:04 (EQ) N. Kuczerow 28:28 (EQ) A. Chochłaczow 64:50 (PP) A. Jarullin | Widzów: 6.221 Sędzia główny: Didier Massy Sędziowie liniowi: Daniel Stricker |
| Godzina: 20:00 | 10 min.                                |                      | 10 min.                                                                 | Widzów: 6.221 Sędzia główny: Didier Massy Sędziowie liniowi: Daniel Stricker |

| 27 grudnia 2012 | Stany Zjednoczone | 8:0 | Niemcy | Ufa Arena, Ufa |

| Szczegóły      | Szczegóły | Szczegóły       | Szczegóły | Szczegóły                                                                  |
| -------------- | --- | --------------- | --------- | -------------------------------------------------------------------------- |
| Godzina: 20:00 | S. Kuraly (EQ) 00:19 J. Trouba (EQ) 08:30 A. Galchenyuk (EQ) 09:54 R. Barber (EQ) 20:14 S. Gostisbehere (PP) 26:33 R. Hartman (EQ) 27:55 J.T. Miller (EQ) 48:36 S. Jones (EQ) 50:32 | (3:0, 3:0, 2:0) |           | Widzów: 1.378 Sędzia główny: Siergiej Kułakow Sędziowie liniowi: Pat Smith |
| Godzina: 20:00 | 14 min. |                 | 12 min.   | Widzów: 1.378 Sędzia główny: Siergiej Kułakow Sędziowie liniowi: Pat Smith |

| 28 grudnia 2012 | Kanada | 6:3 | Słowacja | Ufa Arena, Ufa |

| Szczegóły      | Szczegóły | Szczegóły       | Szczegóły                                                 | Szczegóły                                                                |
| -------------- | --- | --------------- | --------------------------------------------------------- | ------------------------------------------------------------------------ |
| Godzina: 15:30 | R. Strome (EQ) 22:16 M. Rielly (PP) 31:42 T. Rattie (PP) 35:18 M. Scheifele (EQ) 39:01 R. Nugent-Hopkins (EQ) 43:32 R. Strome (EQ) 47:05 | (0:2, 4:1, 2:0) | 02:53 (EQ) M. Daňo 15:28 (PP) T. Mikúš 30:35 (PP) M. Daňo | Widzów: 2.818 Sędzia główny: Pavel Hodek Sędziowie liniowi: Jari Levonen |
| Godzina: 15:30 | 58 min. |                 | 10 min.                                                   | Widzów: 2.818 Sędzia główny: Pavel Hodek Sędziowie liniowi: Jari Levonen |

| 28 grudnia 2012 | Rosja | 2:1 | Stany Zjednoczone | Ufa Arena, Ufa |

| Szczegóły      | Szczegóły                                    | Szczegóły       | Szczegóły            | Szczegóły                                                                   |
| -------------- | -------------------------------------------- | --------------- | -------------------- | --------------------------------------------------------------------------- |
| Godzina: 20:00 | A. Jarullin (PP) 02:42 W. Tkaczow (EQ) 44:10 | (1:0, 0:1, 1:0) | 33:18 (PP) J. Trouba | Widzów: 7.620 Sędzia główny: Mikael Nord Sędziowie liniowi: Mikael Sjoqvist |
| Godzina: 20:00 | 18 min.                                      |                 | 8 min.               | Widzów: 7.620 Sędzia główny: Mikael Nord Sędziowie liniowi: Mikael Sjoqvist |

| 29 grudnia 2012 | Niemcy | 0:7 | Rosja | Ufa Arena, Ufa |

| Szczegóły      | Szczegóły | Szczegóły       | Szczegóły | Szczegóły                                                                 |
| -------------- | --------- | --------------- | --- | ------------------------------------------------------------------------- |
| Godzina: 20:00 |           | (0:3, 0:1, 0:3) | 01:18 (EQ) N. Kuczerow 09:37 (EQ) N. Jakupow 12:38 (EQ) D. Żarkow 33:57 (PP) A. Jarullin 42:43 (EQ) J. Kosow 53:33 (EQ) J. Kosow 58:05 (SH) J. Kosow | Widzów: 7.025 Sędzia główny: Pavel Hodek Sędziowie liniowi: Steve Patafie |
| Godzina: 20:00 | 8 min.    |                 | 6 min. | Widzów: 7.025 Sędzia główny: Pavel Hodek Sędziowie liniowi: Steve Patafie |

| 30 grudnia 2012 | Kanada | 2:1 | Stany Zjednoczone | Ufa Arena, Ufa |

| Szczegóły      | Szczegóły                                         | Szczegóły       | Szczegóły            | Szczegóły                                                                    |
| -------------- | ------------------------------------------------- | --------------- | -------------------- | ---------------------------------------------------------------------------- |
| Godzina: 15:30 | R. Nugent-Hopkins (EQ) 07:13 R. Strome (EQ) 14:44 | (2:0, 0:0, 0:1) | 51:02 (PP) J. Trouba | Widzów: 6.985 Sędzia główny: Didier Massy Sędziowie liniowi: Daniel Stricker |

| 30 grudnia 2012 | Słowacja | 2:1 pd. | Niemcy | Ufa Arena, Ufa |

| Szczegóły      | Szczegóły                                 | Szczegóły            | Szczegóły            | Szczegóły                                                                   |
| -------------- | ----------------------------------------- | -------------------- | -------------------- | --------------------------------------------------------------------------- |
| Godzina: 20:00 | B. Mráz (EQ) 44:02 P. Čerešňák (PP) 61:40 | (0:0, 0:1, 1:0, 1:0) | 33:56 (PP) T. Rieder | Widzów: 1.578 Sędzia główny: Mikael Nord Sędziowie liniowi: Mikael Sjoqvist |
| Godzina: 20:00 | 6 min.                                    |                      | 14 min.              | Widzów: 1.578 Sędzia główny: Mikael Nord Sędziowie liniowi: Mikael Sjoqvist |

| 31 grudnia 2012 | Stany Zjednoczone | 9:3 | Słowacja | Ufa Arena, Ufa |

| Szczegóły      | Szczegóły | Szczegóły       | Szczegóły                                                  | Szczegóły                                                               |
| -------------- | --- | --------------- | ---------------------------------------------------------- | ----------------------------------------------------------------------- |
| Godzina: 15:30 | C. Bardreau (EQ) 04:05 J. McCabe (EQ) 05:10 J. Gaudreau (EQ) 09:00 M. Reilly (EQ) 11:46 J. Trouba (PP) 13:50 J. Gaudreau (PP) 24:55 V. Trocheck (PP) 26:16 V. Trocheck (EQ) 30:00 A. Galchenyuk (PP) 56:16 | (5:2, 3:0, 0:1) | 04:19 (EQ) M. Matis 18:35 (PP) R. Mráz 49:21 (PP) M. Matis | Widzów: 2.160 Sędzia główny: Pavel Hodek Sędziowie liniowi: Mikael Nord |
| Godzina: 15:30 | 37 min. |                 | 28 min.                                                    | Widzów: 2.160 Sędzia główny: Pavel Hodek Sędziowie liniowi: Mikael Nord |

| 31 grudnia 2012 | Rosja | 1:4 | Kanada | Ufa Arena, Ufa |

| Szczegóły      | Szczegóły              | Szczegóły       | Szczegóły                                                                                   | Szczegóły                                                                   |
| -------------- | ---------------------- | --------------- | ------------------------------------------------------------------------------------------- | --------------------------------------------------------------------------- |
| Godzina: 20:00 | N. Kuczerow (EQ) 17:36 | (1:2, 0:1, 0:1) | 14:04 (PP) D. Hamilton 15:58 (PP) M. Scheifele 26:31 (EQ) J. Drouin 59:32 (EN) J. Huberdeau | Widzów: 7.988 Sędzia główny: Harry Dumas Sędziowie liniowi: Mikael Sjoqvist |
| Godzina: 20:00 | 29 min.                |                 | 4 min.                                                                                      | Widzów: 7.988 Sędzia główny: Harry Dumas Sędziowie liniowi: Mikael Sjoqvist |

Tabela Grupy B
| Lp. | Zespół            | M | Pkt | W | WpD | PpD | P | G + | G - | +/- |
| --- | ----------------- | - | --- | - | --- | --- | - | --- | --- | --- |
| 1   | Kanada            | 4 | 12  | 4 | 0   | 0   | 0 | 21  | 8   | +13 |
| 2   | Rosja             | 4 | 8   | 2 | 1   | 0   | 1 | 13  | 7   | +6  |
| 3   | Stany Zjednoczone | 4 | 6   | 2 | 0   | 0   | 2 | 19  | 7   | +12 |
| 4   | Słowacja          | 4 | 3   | 0 | 1   | 1   | 2 | 10  | 19  | -9  |
| 5   | Niemcy            | 4 | 1   | 0 | 0   | 1   | 3 | 4   | 26  | -22 |

Legenda:       = Awans do półfinału,       = Awans do ćwierćfinału,       =  Zespoły uczestniczące w rywalizacji play-out (o utrzymanie)
Lp. = lokata, M = liczba rozegranych spotkań, Pkt = Liczba zdobytych punktów, W = Wygrane, WpD = Wygrane po dogrywce lub karnych, PpD = Porażki po dogrywce lub karnych, P = Porażki, G+ = Gole strzelone, G- = Gole stracone, +/- = bilans bramek

## Turniej play-out
Wyniki
- Godziny czasu lokalnego

| 2 stycznia 2013 | Finlandia | 8:0 | Niemcy | Pałac Lodowy Saławat Jułajew, Ufa |

| Szczegóły      | Szczegóły | Szczegóły       | Szczegóły | Szczegóły                                                                        |
| -------------- | --- | --------------- | --------- | -------------------------------------------------------------------------------- |
| Godzina: 17:00 | A. Lehkonen (EQ) 16:12 M. Granlund (EQ) 27:39 A. Barkov (PP) 34:48 M. Salomaki (EQ) 40:21 V. Pokka (EQ) 44:56 A. Barkov (EQ) 56:27 V. Pokka (EQ) 56:50 J. Armia (PP) 58:57 | (1:0, 2:0, 5:0) |           | Widzów: 1.308 Sędzia główny: Siergiej Kułakow Sędziowie liniowi: Daniel Stricker |
| Godzina: 17:00 | 6 min. |                 | 16 min.   | Widzów: 1.308 Sędzia główny: Siergiej Kułakow Sędziowie liniowi: Daniel Stricker |

| 3 stycznia 2013 | Słowacja | 5:3 | Łotwa | Pałac Lodowy Saławat Jułajew, Ufa |

| Szczegóły      | Szczegóły                                                                                         | Szczegóły       | Szczegóły                                                         | Szczegóły                                                                     |
| -------------- | ------------------------------------------------------------------------------------------------- | --------------- | ----------------------------------------------------------------- | ----------------------------------------------------------------------------- |
| Godzina: 17:00 | A. Bíreš (EQ) 14:03 T. Mikúš (EQ) 30:54 M. Daňo (PP) 33:19 A. Bíreš (EQ) 54:35 M. Daňo (EN) 59:47 | (1:1, 2:0, 2:2) | 01:26 (EQ) K. Ozoliņš 45:14 (EQ) Ņ. Jevpalovs 50:22 (PP) E. Kulda | Widzów: 1.457 Sędzia główny: Georgij Jablukov Sędziowie liniowi: Jari Levonen |
| Godzina: 17:00 | 6 min.                                                                                            |                 | 8 min.                                                            | Widzów: 1.457 Sędzia główny: Georgij Jablukov Sędziowie liniowi: Jari Levonen |

| 4 stycznia 2013 | Niemcy | 5:2 | Łotwa | Pałac Lodowy Saławat Jułajew, Ufa |

| Szczegóły      | Szczegóły | Szczegóły       | Szczegóły                                      | Szczegóły                                                                    |
| -------------- | --- | --------------- | ---------------------------------------------- | ---------------------------------------------------------------------------- |
| Godzina: 15:00 | T. Rieder (EQ) 20:06 L. Draisaitl (PP) 30:30 C. Kretschmann (EQ) 36:04 L. Draisaitl (EQ) 45:36 S. Uvira (SH, EN) 55:28 | (0:1, 3:0, 2:1) | 05:25 (EQ) L. Rancevs 58:32 (EQ) A. Kuzmenkovs | Widzów: 1.382 Sędzia główny: Roman Gofman Sędziowie liniowi: Mikael Sjoqvist |
| Godzina: 15:00 | 12 min. |                 | 24 min.                                        | Widzów: 1.382 Sędzia główny: Roman Gofman Sędziowie liniowi: Mikael Sjoqvist |

| 4 stycznia 2013 | Finlandia | 11:4 | Słowacja | Pałac Lodowy Saławat Jułajew, Ufa |

| Szczegóły      | Szczegóły | Szczegóły       | Szczegóły                                                                     | Szczegóły                                                                        |
| -------------- | --- | --------------- | ----------------------------------------------------------------------------- | -------------------------------------------------------------------------------- |
| Godzina: 19:00 | V. Jarvelainen (EQ) 03:53 M. Salomaki (EQ) 08:23 J. Armia (EQ) 13:53 A. Barkov (PP) 21:14 J. Armia (EQ) 22:54 J. Armia (EQ) 23:26 M. Salomaki (PP) 37:47 A. Lehkonen (EQ) 45:10 T. Teravainen (PP) 47:48 T. Teravainen (EQ) 56:18 O. Maatta (EQ) 58:18 | (3:0, 4:3, 4:1) | 08:03 (EQ) B. Mráz 33:49 (PP) R. Buri 34:19 (EQ) A. Bíreš 44:29 (EQ) A. Bíreš | Widzów: 1.352 Sędzia główny: Siergiej Kułakow Sędziowie liniowi: Daniel Stricker |
| Godzina: 19:00 | 20 min. |                 | 8 min.                                                                        | Widzów: 1.352 Sędzia główny: Siergiej Kułakow Sędziowie liniowi: Daniel Stricker |

| Lp. | Zespół    | M | Pkt | W | WpD | PpD | P | G + | G - | +/- |
| --- | --------- | - | --- | - | --- | --- | - | --- | --- | --- |
| 1   | Finlandia | 3 | 9   | 3 | 0   | 0   | 0 | 24  | 5   | +19 |
| 2   | Słowacja  | 3 | 5   | 1 | 1   | 0   | 1 | 11  | 15  | -4  |
| 3   | Niemcy    | 3 | 4   | 1 | 0   | 1   | 1 | 6   | 12  | -6  |
| 4   | Łotwa     | 3 | 0   | 0 | 0   | 0   | 3 | 6   | 15  | -9  |

Legenda:       = utrzymanie w elicie,       =  Zespół, który został zdegradowany do Dywizji I A
Lp. = lokata, M = liczba rozegranych spotkań, Pkt = Liczba zdobytych punktów, W = Wygrane, WpD = Wygrane po dogrywce lub karnych, PpD = Porażki po dogrywce lub karnych, P = Porażki, G+ = Gole strzelone, G- = Gole stracone, +/- = bilans bramek

## Faza pucharowa
|  |              |                   |              |                   |                   |                   |                   |                   |                   |         |       |       |       |
|  | Ćwierćfinały | Ćwierćfinały      | Ćwierćfinały |                   |                   | Półfinały         | Półfinały         | Półfinały         |                   |         | Finał | Finał | Finał |
|  | Ćwierćfinały | Ćwierćfinały      | Ćwierćfinały |                   |                   | Półfinały         | Półfinały         | Półfinały         |                   |         | Finał | Finał | Finał |
|  |              |                   |              |                   |                   |                   |                   |                   |                   |         |       |       |       |
|  |              |                   |              |                   |                   |                   |                   |                   |                   |         |       |       |       |
|  |              |                   |              | A1                | Szwecja           | 3                 |                   |                   |                   |         |       |       |       |
|  |              |                   |              | A1                | Szwecja           | 3                 |                   |                   |                   |         |       |       |       |
|  | B2           | Rosja             | 4            |                   |                   | B2                | Rosja             | 2                 |                   |         |       |       |       |
|  | B2           | Rosja             | 4            |                   |                   | B2                | Rosja             | 2                 |                   |         |       |       |       |
|  | A3           | Szwajcaria        | 3            |                   |                   |                   |                   |                   | A1                | Szwecja | 1     |       |       |
|  | A3           | Szwajcaria        | 3            |                   |                   |                   |                   |                   | A1                | Szwecja | 1     |       |       |
|  |              |                   |              |                   |                   | B3                | Stany Zjednoczone | 3                 |                   |         |       |       |       |
|  |              |                   |              |                   |                   | B3                | Stany Zjednoczone | 3                 |                   |         |       |       |       |
|  |              |                   |              | B1                | Kanada            | 1                 |                   |                   |                   |         |       |       |       |
|  |              |                   |              | B1                | Kanada            | 1                 |                   |                   |                   |         |       |       |       |
|  | A2           | Czechy            | 0            |                   |                   | B3                | Stany Zjednoczone | 5                 |                   |         |       |       |       |
|  | A2           | Czechy            | 0            |                   |                   | B3                | Stany Zjednoczone | 5                 |                   |         |       |       |       |
|  | B3           | Stany Zjednoczone | 7            |                   |                   |                   |                   |                   |                   |         |       |       |       |
|  | B3           | Stany Zjednoczone | 7            |                   |                   |                   |                   |                   |                   |         |       |       |       |
|  |              |                   |              | Mecz o 5. miejsce | Mecz o 5. miejsce | Mecz o 5. miejsce | Mecz o 3. miejsce | Mecz o 3. miejsce | Mecz o 3. miejsce |         |       |       |       |
|  |              |                   |              | Mecz o 5. miejsce | Mecz o 5. miejsce | Mecz o 5. miejsce | Mecz o 3. miejsce | Mecz o 3. miejsce | Mecz o 3. miejsce |         |       |       |       |
|  |              |                   |              |                   |                   |                   |                   |                   |                   |         |       |       |       |
|  |              |                   |              |                   |                   |                   |                   |                   |                   |         |       |       |       |
|  | A2           | Czechy            | 4            | B1                | Kanada            | 5                 |                   |                   |                   |         |       |       |       |
|  | A2           | Czechy            | 4            | B1                | Kanada            | 5                 |                   |                   |                   |         |       |       |       |
|  | A3           | Szwajcaria        | 3            | B2                | Rosja             | 6                 |                   |                   |                   |         |       |       |       |
|  | A3           | Szwajcaria        | 3            | B2                | Rosja             | 6                 |                   |                   |                   |         |       |       |       |

### Ćwierćfinały
- Godziny czasu lokalnego

| 2 stycznia 2013 | Czechy | 0:7 | Stany Zjednoczone | Ufa Arena, Ufa |

| Szczegóły      | Szczegóły | Szczegóły       | Szczegóły | Szczegóły                                                              |
| -------------- | --------- | --------------- | --- | ---------------------------------------------------------------------- |
| Godzina: 15:00 |           | (0:1, 0:5, 0:1) | 11:45 (PP) J. Gaudreau 20:28 (PP) J. Gaudreau 21:08 (EQ) R. Hartman 28:44 (PP) R. Barber 32:13 (EQ) R. Barber 39:47 (PP) J. Gaudreau 44:08 (PP) J. T. Miller | Widzów: 3.247 Sędzia główny: Roman Gofman Sędziowie liniowi: Pat Smith |
| Godzina: 15:00 | 44 min.   |                 | 20 min. | Widzów: 3.247 Sędzia główny: Roman Gofman Sędziowie liniowi: Pat Smith |

| 2 stycznia 2013 | Rosja | 4:3 pk. | Szwajcaria | Ufa Arena, Ufa |

| Szczegóły      | Szczegóły                                                                                         | Szczegóły                 | Szczegóły                                                           | Szczegóły                                                               |
| -------------- | ------------------------------------------------------------------------------------------------- | ------------------------- | ------------------------------------------------------------------- | ----------------------------------------------------------------------- |
| Godzina: 19:00 | A. Chochłaczow (PP) 06:07 M. Grigorienko (EQ) 29:07 N. Kuczerow (PP) 58:21 N. Kuczerow (SO) 70:00 | (1:1, 1:1, 1:1, 0:0, 1:0) | 10:05 (SH) C. Bertschy 32:37 (EQ) M. Ness 48:57 (EQ) S. Andrighetto | Widzów: 7.530 Sędzia główny: Pavel Hodek Sędziowie liniowi: Mikael Nord |
| Godzina: 19:00 | 16 min.                                                                                           |                           | 18 min.                                                             | Widzów: 7.530 Sędzia główny: Pavel Hodek Sędziowie liniowi: Mikael Nord |

### Mecz o 5 miejsce
- Godziny czasu lokalnego

| 4 stycznia 2013 | Czechy | 4:3 | Szwajcaria | Ufa Arena, Ufa |

| Szczegóły      | Szczegóły                                                                     | Szczegóły       | Szczegóły                                                                | Szczegóły                                                                     |
| -------------- | ----------------------------------------------------------------------------- | --------------- | ------------------------------------------------------------------------ | ----------------------------------------------------------------------------- |
| Godzina: 19:00 | D. Jaskin (PP) 21:42 T. Hyka (EQ) 37:22 M. Frk (EQ) 38:53 T. Hertl (PP) 51:27 | (0:1, 3:1, 1:1) | 04:30 (SH) L. Sieber 38:39 (EQ) S. Andrighetto 58:58 (PP) S. Andrighetto | Widzów: 1.733 Sędzia główny: Georgij Jablukov Sędziowie liniowi: Jari Levonen |
| Godzina: 19:00 | 16 min.                                                                       |                 | 18 min.                                                                  | Widzów: 1.733 Sędzia główny: Georgij Jablukov Sędziowie liniowi: Jari Levonen |

### Półfinały
- Godziny czasu lokalnego

| 3 stycznia 2013 | Kanada | 1:5 | Stany Zjednoczone | Ufa Arena, Ufa |

| Szczegóły      | Szczegóły            | Szczegóły       | Szczegóły                                                                                                   | Szczegóły                                                                    |
| -------------- | -------------------- | --------------- | --- | ---------------------------------------------------------------------------- |
| Godzina: 15:00 | T. Rattie (SH) 44:03 | (0:2, 0:2, 1:1) | 07:18 (EQ) J. McCabe 16:02 (EQ) J. McCabe 22:58 (EQ) J. Gaudreau 32:44 (EQ) J. Vesey 55:41 (EQ) J. Gaudreau | Widzów: 4.781 Sędzia główny: Didier Massy Sędziowie liniowi: Mikael Sjoqvist |
| Godzina: 15:00 | 16 min.              |                 | 6 min. | Widzów: 4.781 Sędzia główny: Didier Massy Sędziowie liniowi: Mikael Sjoqvist |

| 3 stycznia 2013 | Szwecja | 3:2 pk. | Rosja | Ufa Arena, Ufa |

| Szczegóły      | Szczegóły                                                            | Szczegóły                 | Szczegóły                                       | Szczegóły                                                                 |
| -------------- | -------------------------------------------------------------------- | ------------------------- | ----------------------------------------------- | ------------------------------------------------------------------------- |
| Godzina: 19:00 | E. Lindholm (PP) 06:35 F. Forsberg (EQ) 09:38 S. Collberg (SO) 70:00 | (2:0, 0:1, 0:1, 0:0, 1:0) | 27:32 (EQ) A. Mironow 47:56 (EQ) M. Grigorienko | Widzów: 7.698 Sędzia główny: Harry Dumas Sędziowie liniowi: Steve Patafie |
| Godzina: 19:00 | 2 min.                                                               |                           | 4 min.                                          | Widzów: 7.698 Sędzia główny: Harry Dumas Sędziowie liniowi: Steve Patafie |

### Mecz o 3 miejsce
- Godziny czasu lokalnego

| 5 stycznia 2013 | Kanada | 5:6 pd. | Rosja | Ufa Arena, Ufa |

| Szczegóły      | Szczegóły | Szczegóły            | Szczegóły | Szczegóły                                                                 |
| -------------- | --- | -------------------- | --- | ------------------------------------------------------------------------- |
| Godzina: 15:00 | R. Nugent-Hopkins (PP) 06:58 J. Huberdeau (PP) 15:51 M. Scheifele (PP) 23:16 R. Murphy (PP) 32:53 B. Ritchie (EQ) 50:46 | (2:3, 2:1, 1:1, 0:1) | 03:31 (EQ) A. Chochłaczow 04:56 (PP) N. Jakupow 07:54 (EQ) K. Djakow 24:23 (EQ) J. Mozer 41:00 (PP) N. Jakupow 61:35 (EQ) W. Niczuszkin | Widzów: 7 617 Sędzia główny: Harry Dumas Sędziowie liniowi: Steve Patafie |
| Godzina: 15:00 | 10 min. |                      | 10 min. | Widzów: 7 617 Sędzia główny: Harry Dumas Sędziowie liniowi: Steve Patafie |

### Finał
- Godziny czasu lokalnego

| 5 stycznia 2013 | Szwecja | 1:3 | Stany Zjednoczone | Ufa Arena, Ufa |

| Szczegóły      | Szczegóły              | Szczegóły       | Szczegóły                                                            | Szczegóły                                                              |
| -------------- | ---------------------- | --------------- | -------------------------------------------------------------------- | ---------------------------------------------------------------------- |
| Godzina: 19:00 | F. Sandberg (EQ) 21:09 | (0:0, 1:2, 0:1) | 27:42 (EQ) R. Grimaldi 30:27 (EQ) R. Grimaldi 59:44 (EN) V. Trocheck | Widzów: 6 001 Sędzia główny: Didier Massy Sędziowie liniowi: Pat Smith |
| Godzina: 19:00 | 8 min.                 |                 | 8 min.                                                               | Widzów: 6 001 Sędzia główny: Didier Massy Sędziowie liniowi: Pat Smith |

## Statystyki
- Klasyfikacja strzelców: John Gaudreau - 7 goli
- Klasyfikacja asystentów: Ryan Nugent-Hopkins - 11 asyst
- Klasyfikacja kanadyjska: Ryan Nugent-Hopkins - 15 punktów

## Nagrody
Najbardziej Wartościowy Zawodnik (MVP) turnieju
- John Gibson (bramkarz, USA)

Skład gwiazd turnieju
- Bramkarz: John Gibson (USA)
- Obrońcy: Jacob Trouba (USA), Jake McCabe (USA)
- Napastnicy: Ryan Nugent-Hopkins (Kanada), Filip Forsberg (Szwecja), John Gaudreau (USA)

Nagrody IIHF dla najlepszych zawodników
- Bramkarz: John Gibson (USA)
- Obrońca: Jacob Trouba (USA)
- Napastnik: Ryan Nugent-Hopkins (Kanada)